# Can Carreres (Serinyà)
Can Carreres és una masia de Serinyà (Pla de l'Estany) inclosa a l'Inventari del Patrimoni Arquitectònic de Catalunya.

## Descripció
Edifici aïllat de planta rectangular estructurat en planta baixa, pis i golfes i coberta de teula àrab a dues vessants. Les parets portants són de maçoneria amb carreus a les cantonades i emmarcant les obertures. La façana principal, presenta una porta adovellada a la planta baixa i dues petites finestres d'origen medieval a les golfes. Adossat a la façana sud hi ha un cos d'un sol nivell amb una galeria coberta al pis, sostinguda per quatre columnes amb basament i capitell amb motllures. La teulada és feta amb escairats i llates i és suportada per tres jàsseres que descansen sobre quatre columnes de pedra amb basament i capitell quadrat.

## Història
La masia es troba al nucli urbà. Hi va néixer en Joan Carreres que figura en el primer lloc en el document de Privilegi Militar concedit als prohoms que van anar a Hostalric per impedir el pas de les tropes de la Generalitat quan Juana Henríquez i l'Infant Ferran estaven assetjats a Girona, segons consta en un document del 1601. Una altra inscripció, que es troba a la porta d'accés a la galeria "1732 Narcís Carreras me fecit", faria referència a una posterior reforma i ampliació del casal.